# Konrad Stahl
Konrad Dietrich Martin Stahl (* 30. März 1771 in Braunschweig; † 12. Februar 1833 in München) war ein deutscher Mathematiker, der auf dem Gebiet der Analysis und Kombinatorik arbeitete.

## Leben
In einigen Quellen wird sein Geburtsjahr mit 1770 angegeben, so im Bavarikon.
Stahl begann an der Universität Helmstedt zunächst ein Studium der Rechtswissenschaften und wandte sich dann der Mathematik und Physik zu. Nach seiner Promotion zum Dr. phil. im Jahr 1795 ging er an die Universität Jena, wo er als Privatdozent und außerordentlicher Professor Mathematik und Physik lehrte. Von 1802 bis 1804 war er Lehrer am akademischen Gymnasium Casimirianum in Coburg. Anschließend lehrte er bis 1806 an der Universität Würzburg. Ab 1806 war er Professor der Mathematik an der Ludwig-Maximilians-Universität in Landshut, deren Sitz 1826 nach München verlegt wurde.
1808 wurde er korrespondierendes und 1827 ordentliches Mitglied der Bayerischen Akademie der Wissenschaften.
Anknüpfend an die Arbeiten von Carl Friedrich Hindenburg (1741–1808) leistete Stahl wichtige Beiträge auf dem Gebiet der  kombinatorischen Analysis.

## Werke
- Konrad Dietrich Martin Stahl: Grundriss der Combinationslehre: nebst Anwendung derselben auf die Analysis. Gabler, Jena 1800, S. XIV, 324. online